# 伊拉普阿托

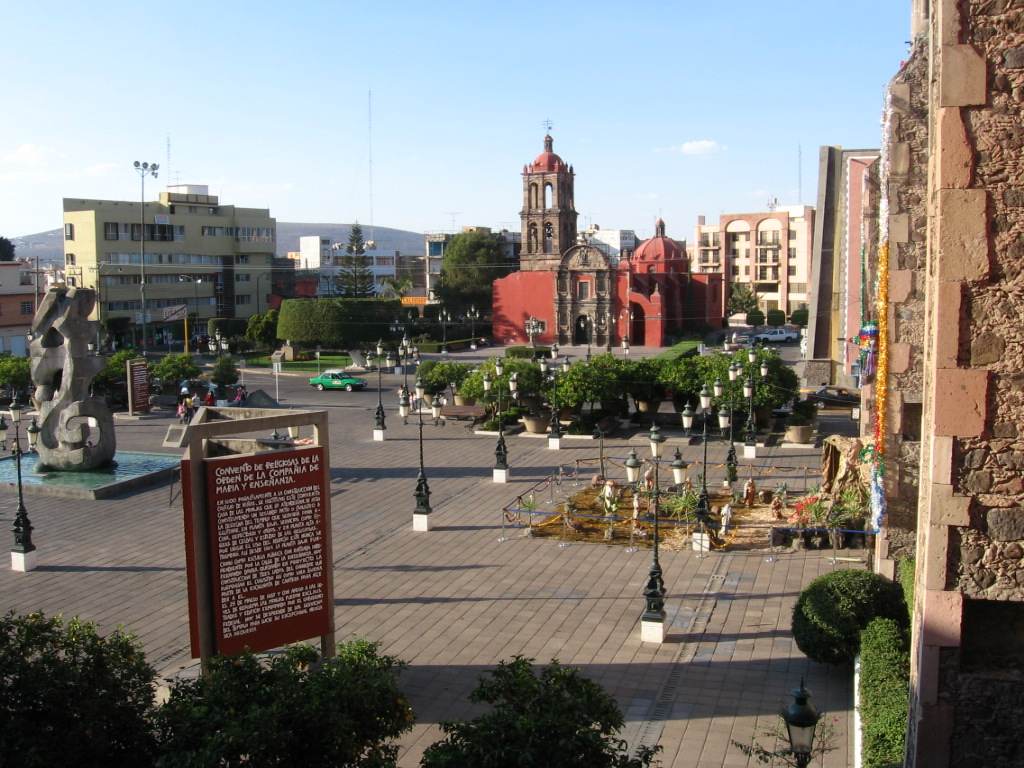

伊拉普阿托是墨西哥的城市，由瓜納華托州負責管轄，位於該國中部，始建於1547年，面積845平方公里，海拔1,724米，主要經濟活動有畜牧業和農業，2010年人口有529,979人。

## 外部連結
- D IRAPUATO.COM SPANISH
- Presidencia Municipal de Irapuato （页面存档备份，存于） Official website